# Premna
Genre
Premna est un genre de plantes à fleurs de la famille des Lamiaceae. Elle est répandue dans les régions tropicales et subtropricales en Afrique, dans le Sud de l'Asie, le Nord de l'Australie et plusieurs îles des océans Pacifique et Indien.

## Liste des espèces
1. Premna acuminata
2. Premna acutata
3. Premna alba
4. Premna ambongensis
5. Premna amplectens
6. Premna angolensis
7. Premna angustiflora
8. Premna annulata
9. Premna aureolepidota
10. Premna balakrishnanii
11. Premna balansae
12. Premna barbata
13. Premna bengalensis
14. Premna bequaertii
15. Premna bracteata
16. Premna cambodiana
17. Premna cavaleriei
18. Premna chevalieri
19. Premna chrysoclada
20. Premna collinsae
21. Premna confinis
22. Premna congolensis
23. Premna cordifolia
24. Premna coriacea
25. Premna corymbosa
26. Premna crassa
27. Premna debiana
28. Premna decaryi
29. Premna decurrens
30. Premna discolor
31. Premna dubia
32. Premna esculenta
33. Premna fohaiensis
34. Premna fordii
35. Premna fulva
36. Premna garrettii
37. Premna glaberrima
38. Premna glandulosa
39. Premna gracillima
40. Premna grandifolia
41. Premna grossa
42. Premna guillauminii
43. Premna hainanensis
44. Premna hans-joachimii
45. Premna henryana
46. Premna herbacea
47. Premna hildebrandtii
48. Premna hispida
49. Premna humbertii
50. Premna hutchinsonii
51. Premna interrupta
52. Premna jalpaiguriana
53. Premna khasiana
54. Premna lepidella
55. Premna ligustroides
56. Premna longiacuminata
57. Premna longifolia
58. Premna longipetiolata
59. Premna lucens
60. Premna macrophylla
61. Premna madagascariensis
62. Premna mariannarum
63. Premna matadiensis
64. Premna maxima
65. Premna mekongensis
66. Premna micrantha
67. Premna microphylla
68. Premna milleflora
69. Premna milnei
70. Premna minor
71. Premna mollissima
72. Premna mooiensis
73. Premna mortehanii
74. Premna mundanthuraiensis
75. Premna neurophylla
76. Premna oblongata
77. Premna odorata
78. Premna oligantha
79. Premna oligotricha
80. Premna orangeana
81. Premna paisehensis
82. Premna pallescens
83. Premna parasitica
84. Premna parvilimba
85. Premna paucinervis
86. Premna paulobarbata
87. Premna perplexans
88. Premna perrieri
89. Premna pinguis
90. Premna polita
91. Premna procumbens
92. Premna protrusa
93. Premna puberula
94. Premna pubescens
95. Premna puerensis
96. Premna punduana
97. Premna punicea
98. Premna purpurascens
99. Premna quadrifolia
100. Premna rabakensis
101. Premna regularis
102. Premna repens
103. Premna resinosa
104. Premna richardsiae
105. Premna rubroglandulosa
106. Premna scandens
107. Premna schimperi
108. Premna schliebenii
109. Premna scoriarum
110. Premna senensis
111. Premna serrata
112. Premna serratifolia
113. Premna siamensis
114. Premna stenobotrys
115. Premna steppicola
116. †Premna sterculiifolia
117. Premna straminicaulis
118. Premna subcapitata
119. Premna sulphurea
120. Premna sunyiensis
121. Premna szemaoensis
122. Premna taitensis
123. Premna tanganyikensis
124. Premna tapintzeana
125. Premna tenii
126. Premna thorelii
127. Premna thwaitesii
128. Premna tomentosa
129. Premna trichostoma
130. Premna urticifolia
131. Premna velutina
132. Premna venulosa
133. Premna wightiana
134. Premna wui
135. Premna yunnanensis